# Jankovac (Bihács)
Jankovac falu Bosznia-Hercegovinában, Bihács községben, a Bosznia-hercegovinai Föderáció Una-Szanai kantonjában.

## Fekvése
Bihács központjától légvonalban 5, közúton 7 km-re északra, az Una bal partjának közelében fekszik.

## Népessége
| Nemzetiségi csoport | Népesség 1991 | Népesség 2013 |
| ------------------- | ------------- | ------------- |
| Szerb               | 15            | 0             |
| Bosnyák             | 0             | 0             |
| Horvát              | 0             | 0             |
| Jugoszláv           | 0             | 0             |
| Egyéb               | 0             | 0             |
| Összesen            | 15            | 0             |

## Története
Brekovica területéhez tartozott kis szerb falu, mely nevét a hagyomány szerint a szerb nemzeti hősről Stojan Jankovićról kapta, aki állítólag időzött egykor itt. Mára teljesen elnéptelenedett.